# 23-й аеромобільний загін Прикордонних військ (Україна)
23-тя окрема десантно-штурмова бригада — військова частина, що дислокувалася в м. Кременчук з 1992 по 2000 рік, коли була переформатована в навчальний центр підрозділу СБУ «Альфа». В період з 92 до 98 року командиром бригади був полковник Паскар Юрій Семенович (1953—2001)[джерело?]. Він змінив Петрова.

## Історія
Частина створена в Кременчуці в 1986 році як 23-тя окрема десантно-штурмова бригада (в/ч 51170) Головного командування Південно-західного напрямку ЗС СРСР. 25 вересня було видано наказ № 1 по бригаді про вступ на посаду її командира підполковника В. Петрова.
На момент створення частина включала три парашутно-десантні (піші) батальйони, десантно-штурмовий батальйон (на бронетехніці), гаубичний артилерійський та зенітно-ракетний дивізіони, інші підрозділи.
На підставі директиви МО СРСР від 06.12.1989 року бригаду вивели з підпорядкування Київському військовому округу та передали до складу Повітрянодесантних військ зі зміною найменування на 23-тю окрему повітрянодесантну бригаду. Тоді вона включала 1-й, 2-й, 3-й парашутно-десантні батальйони, гаубичний артилерійський дивізіон та інші підрозділи.
13 січня 1992 року 23-тя бригада однією з перших прийняла присягу на вірність Україні. Згідно директиви Головного штабу ЗСУ від 12 грудня 1992 р. частину перейменували на 23-тю окрему аеромобільну бригаду, із центральним підпорядкуванням Генеральному штабу. Особовий склад брав участь у миротворчій місії в Югославії.
Згідно з директивою Міністерства оборони України від 1 липня 1995 року бригаду передали Держкомкордону України. 2 серпня того ж року частина була урочисто прийнята до Прикордонних військ.
Передану зі складу ЗС України в липні 1995 року 23-ю аеромобільну бригаду (в/ч А0223) переформували у 23-й окремий аеромобільний прикордонний загін спеціального призначення (в/ч А1478) резерву Командувача Прикордонних військ України.
Застосування аеромобільних підрозділів в охороні державного кордону стало одним з перших кроків до створення прикордонних підрозділів спецпризначення.
Особливо ефективно десантники в зелених беретах діяли на ділянках рубежу з Російською Федерацією, Республікою Білорусь та Молдовою. Адже після розпаду СРСР там не було достатньої кількості прикордонних підрозділів та необхідної інфраструктури.
17 жовтня 2000 року був підписаний президентський указ № 1139 «Про військову частину № 1478 Прикордонних військ України», згідно з яким 23-й аеромобільний прикордонний загін спецпризначення Прикордонних військ України передали до складу Служби безпеки України, де на базі частини створили навчальний центр «Альфи».